# Tomy Tutor
Tomy Tutor, первоначально продававшийся в Японии как Pyūta (яп. ぴゅう太) и в Британии как Grandstand Tutor — домашний компьютер, выпущенный японской компанией Tomy.

## Описание
Архитектурно похож, но не идентичен TI-99/4A, и использует аналогичный 16-битный процессор Texas Instruments TMS9900. Компьютер был выпущен в Японии в 1982 году, а в Британии и США — в следующем году.